# Ејбрам Девајн
Ејбрам Девајн (енгл. Abrahm DeVine; Сијетл, 3. септембар 1996) амерички је пливач чија специјалност су трке мешовитим стилом на 200 и 400 метара.
У септембру 2018. године Девајн се у интервјуу магазину Swimming World јавно декларисао као геј особа.

## Спортска каријера
На међународној сцени је дебитовао на светском првенству у малим базенима у канадском Виндзору 2016. где се пласирао у финале трке на 400 мешовито (укупно 6. место). Нешто раније исте године такмичио се по први пут на америчким трајалсима за ЛОИ 2016. али није успео да се избори за место у америчкој репрезентацији за олимпијске игре у Рију.
Први наступ на светским првенствима у великим базенима имао је у Будимпешти 2017, такмичио се у трци на 200 мешовито и заузео укупно 10. место у полуфиналу. Две године касније, на првенству у корејском Квангџуу у истој дисциплини је заузео седмо место у финалу.